# Ina Balin
Ina Balin, pseudonimo di Ina Rosenberg (Brooklyn, 12 novembre 1937 – New Haven, 20 giugno 1990), è stata un'attrice statunitense.

## Biografia
Nata a Brooklyn da una famiglia di religione ebraica, Ina Balin iniziò la carriera artistica nel 1958, debuttando sul grande schermo con il ruolo di Mary Valente nel film drammatico Orchidea nera (1958) di Martin Ritt, al fianco di Anthony Quinn e Sophia Loren. Nello stesso anno, dopo aver lavorato in rappresentazioni teatrali estive, approdò a Broadway e vinse il Theatre World Award per la sua interpretazione nella commedia A Majority of One, in cui apparve accanto a Gertrude Berg e Cedric Hardwicke.
L'anno successivo confermò il successo cinematografico con una candidatura al premio Golden Globe per la migliore attrice non protagonista per il film Dalla terrazza (1960) di Mark Robson, nel quale recitò accanto a Paul Newman e Joanne Woodward. Ebbe una parte di rilievo anche nel drammatico Giorni senza fine (1961) di Phil Karlson, al fianco di Ben Gazzara, e fu quindi scritturata per il western I comanceros (1961) di Michael Curtiz, in cui interpretò il ruolo di Pilar Graile, una bruna bellezza latina, e recitò accanto a star del calibro di John Wayne e Stuart Whitman.
L'inizio degli anni sessanta fu il periodo di maggior impegno dell'attrice sul grande schermo, culminato con un ruolo leggero nella commedia Jerry 8¾ (1964), diretto e interpretato da Jerry Lewis, e con un ruolo più impegnativo, quello di Marta di Betania, nel kolossal religioso La più grande storia mai raccontata (1965) di George Stevens. Nello stesso periodo la Balin si affermò definitivamente anche alla televisione, partecipando a numerose serie di successo, come Bonanza (1965), I giorni di Bryan (1965-1968), Get Smart (1967), e nel film per la tv The Lonely Profession (1969) di Douglas Heyes, accanto a Joseph Cotten, Fernando Lamas e Dean Jagger. Per il grande schermo lavorò in maniera sempre più saltuaria, comparendo in un unico titolo di rilievo, il western Un uomo chiamato Charro (1969) di Charles Marquis Warren, uno degli ultimi film interpretati da Elvis Presley. La sua carriera proseguì con altre serie televisive, come Mannix (1971-1974), Sulle strade della California (1973-1974), Le strade di San Francisco (1973-1975) e Quincy (1977-1982).
Oltre agli impegni sui set cinematografici e televisivi, la Balin dedicò molto tempo alle tournée per le truppe americane impegnate sul fronte bellico del Vietnam durante la seconda metà degli anni sessanta. Nel 1975 contribuì all'evacuazione degli orfani durante la caduta di Sài Gòn e decise di adottare tre bambine vietnamite rimaste orfane, Nguyet Baty, Ba-Nhi Mai e Kim Thuy. Nel 1980 interpretò se stessa in The Children of An Lac di John Llewelleyn Moxey, un film per la televisione basato sulle sue personali esperienze in Vietnam.
L'attrice lavorò fino alla fine degli anni ottanta, partecipando a serie televisive come Magnum, P.I. (1981-1986) e La signora in giallo (1988). Morì a New Haven (Connecticut) il 20 giugno 1990, a soli cinquantadue anni di età, per le conseguenze di un grave disturbo alle coronarie complicato da ipertensione polmonare.

## Filmografia

### Cinema
- Orchidea nera (The Black Orchid), regia di Martin Ritt (1958)
- Dalla terrazza (From the Terrace), regia di Mark Robson (1960)
- Giorni senza fine (The Young Doctors), regia di Phil Karlson (1961)
- I comanceros (The Comancheros), regia di Michael Curtiz (1961)
- Act of Reprisal, regia di Erricos Andreou e Robert Tronson (1964)
- Jerry 8¾ (The Patsy), regia di Jerry Lewis (1964)
- La più grande storia mai raccontata (The Greatest Story Ever Told), regia di George Stevens (1965)
- Dieci cubetti di ghiaccio (Run Like a Thief), regia di Bernard Glasser (1968)
- Un uomo chiamato Charro (Charro!), regia di Charles Marquis Warren (1969)
- The Lonely Profession, regia di Douglas Heyes (1969) – film tv
- La mano della vendetta (The Desperate Mission), regia di Earl Bellamy (1969) – film tv
- The Projectonist, regia di Harry Hurwitz (1970)
- Call to Danger, regia di Tom Gries (1973) – film tv
- Il boss è morto (The Don Is Dead), regia di Richard Fleischer (1973)
- Panic on the 5:22, regia di Harvey Hart (1974) – film tv
- Danger in Paradise, regia di Marvin J. Chomsky (1977) – film tv
- The Immigrants, regia di Alan J. Levi (1978) – film tv
- Galyon, regia di Ivan Tors (1980)
- The Children of An Lac, regia di John Llewelleyn Moxey (1980) – film tv
- The Comeback Trail, regia di Harry Hurwitz (1982)
- There Were Times, Dear, regia di Nancy Malone (1985) – film tv
- Hostage Flight, regia di Steven Hilliard Stern (1985) – film tv
- Vasectomy: A Delicate Matter, regia di Robert Burge (1985)
- That's Adequate, regia di Harry Hurwitz (1989)

### Televisione
- Kraft Television Theatre - serie TV, 1 episodio (1958)
- The DuPont Show of the Month - serie TV, 1 episodio (1958)
- New York Confidential - serie TV, 1 episodio (1959)
- The United States Steel Hour - serie TV, 1 episodio (1960)
- Westinghouse Presents: Come Again to Carthage - serie TV, 1 episodio (1961)
- Avventure in paradiso (Adventures in Paradise) – serie TV, episodio 3x15 (1962)
- The DuPont Show of the Week - serie TV, 1 episodio (1962)
- Stoney Burke - serie TV, 1 episodio (1962)
- The Lieutenant – serie TV, episodio 1x07 (1963)
- La parola alla difesa (The Defenders) - serie TV, 1 episodio (1964)
- Viaggio in fondo al mare (Voyage to the Bottom of the Sea) - serie TV, 1 episodio (1965)
- Bonanza - serie TV, episodio 7x06 (1965)
- The Dick Van Dyke Show - serie TV, 1 episodio (1965)
- Twelve O'Clock High - serie TV, 1 episodio (1965)
- Cavaliere solitario (The Loner) - serie TV, 1 episodio (1966)
- Get Smart - serie TV, 1 episodio (1967)
- I giorni di Bryan (Run for Your Life) - serie TV, 3 episodi (1965-1968)
- Operazione ladro (It Takes a Thief) - serie TV, 1 episodio (1968)
- F.B.I. (The F.B.I.) - serie TV, 1 episodio (1969)
- Reporter alla ribalta (The Name of the Game) - serie TV, 1 episodio (1970)
- Due onesti fuorilegge (Alias Smith and Jones) - serie TV, 1 episodio (1971)
- Search - serie TV, 1 episodio (1972)
- Jefferson Keyes - serie TV, 1 episodio (1972)
- Mannix - serie TV, 3 episodi (1971-1974)
- Sulle strade della California (Police Story) - serie TV, 2 episodi (1973-1974)
- Toma - serie TV, 1 episodio (1974)
- The Ghost Busters - serie TV, 1 episodio (1975)
- Ironside - serie TV, 1 episodio (1975)
- Harry O - serie TV, 1 episodio (1975)
- Le strade di San Francisco (The Streets of San Francisco) – serie TV, episodi 2x01-4x10 (1973-1975)
- Poliziotto di quartiere (The Blue Night) - serie TV, 1 episodio (1976)
- L'uomo invisibile (The Invisible Man) - serie TV, 1 episodio (1976)
- L'uomo da sei milioni di dollari (The Six Million Dollar Man) - serie TV, 1 episodio (1976)
- Un trio inseparabile (Westside Medical) - serie TV, 1 episodio (1977)
- Barnaby Jones - serie TV, 2 episodi (1975-1978)
- Galactica (Battlestar Galactica) - serie TV, episodio 1x21 (1979)
- Wonder Woman - serie TV, 1 episodio (1979)
- Eischied - serie TV, 1 episodio (1979)
- Codice rosso fuoco (Code Red) - serie TV, 1 episodio (1981)
- Cuore e batticuore (Hart to Hart) - serie TV, 1 episodio (1982)
- Quincy (Quincy M.E.) - serie TV, 5 episodi (1977-1982)
- Supercopter (Airwolf) - serie TV, 1 episodio (1984)
- Magnum, P.I. - serie TV, 2 episodi (1981-1986)
- La signora in giallo (Murder, She Wrote) - serie TV, episodio 4x17 (1988)

## Doppiatrici italiane
- Maria Pia Di Meo in Orchidea nera; La più grande storia mai raccontata
- Fiorella Betti in Dalla terrazza
- Rosetta Calavetta in Jerry 8¾
- Rita Savagnone in I comanceros